# Градска галерија Ужице
| Градска галерија Ужице |                             |
|                        |                             |
|                        |                             |
| Власник:               | Град Ужице                  |
| Основана:              | 1990.                       |
| Седиште:               | Суланушка 10 · Ужице Србија |
| Уметнички директор:    |                             |
| Структура:             | - Галерија                  |
| Веб презентација       | Званична презентација       |

Градска галерија у Ужицу је једна од јавних установа културе града, основана 1990. године.
Галерија се бави излагањем дела модерне и савремене уметности и организује изложбе иностраних аутора. У Галерији су између осталих, организоване изложбе и Миодрага Табачког, Ангелине Атлагић, Чеде Васића, Владе Величковића, Дада Ђурића, Петра Лубарде, Пеђе Милосављевића, Надежде Петровић, Цуце Сокић, Ивана Мештеровића, Томе Росандића и других, као и манифестација Париски јесењи салон, виђена први пут на Балкану.
У својој делатности имамо и веома значајну међународну манифестацију - Интернационални графички бијенале Сува игла, чији смо иницијатор, оснивач и организатор.
Од 2009. године, у оквиру пројекта Дохвати уметност покренули смо едукативне програме за децу, који су у складу са савременим образовним и музеолошким променама, као и искуствима и праксом светских музеја и галерија. Такође, установа је 2009. године иницирала и реализовала пројекте Ноћ графита и Зид мозаик, чији су активни учесници била деца старијег узраста.